# Alinghi (SUI 64)
Alinghi es el yate con el número de vela distintivo SUI 64 de la Clase Internacional Copa América.
Navega bajo pabellón suizo y pertenece al equipo Alinghi, de la Sociedad Náutica de Ginebra.
En 2003 venció las Challenger Selection Series (Copa Louis Vuitton) y, posteriormente, la 31 edición de la Copa América, disputada en Auckland (Nueva Zelanda). 
Su diseñador principal fue Rolf Vrolijk, y en la Copa América de 2003 su patrón era Russell Coutts y su táctico Brad Butterworth.
El Alinghi es fuerte, además de rápido, sin apenas roturas. A diferencia del resto de barcos de la Clase Internacional Copa América de su época, estaba construido con dos secciones longitudinales, unidas a lo largo de toda la eslora del casco por la línea de crujía de proa a popa, en vez de tener la cubierta unida independientemente al resto del casco.

## Datos
- Número de vela: SUI 64
- Nombre: Alinghi
- Club: Sociedad Náutica de Ginebra
- Pabellón: Suiza
- Propietario: Alinghi
- Constructor: Decision SA, Fenil-sur-Corsier, cantón de Vaud, Suiza. Bertrand Cardis.
- Velas: North Sails
- Mástil/Jarcia: Hall Spars
- Diseño: Grant Simmer (responsable), Rolf Vrolijk (diseñador principal), Manuel Ruiz de Elvira (diseño), Dirk Kramers (estructuras), Mike Schreiber (velas)
- Investigación: Escuela Politécnica Federal de Lausana
- Patrón: Russell Coutts
- Cañas: Russell Coutts y Jochen Schuemann
- Táctico: Brad Butterworth
- Navegante: Ernesto Bertarelli
- Tripulación: 16
- Construido: julio de 2001
- Botadura: 20 de noviembre de 2001 a las 18:30
- Material del casco: Fibra de carbono
- Eslora total: 25 m
- Esora en flotación: 18 m
- Manga: 4 m
- Calado: 4 m
- Superficie vélica (en ceñida): 350 m² – (en popa): 690 m².
- Desplazamiento: 25 toneladas.
- Rating: Regla IACC.

- Datos: Q6116318